# 韩国旅游

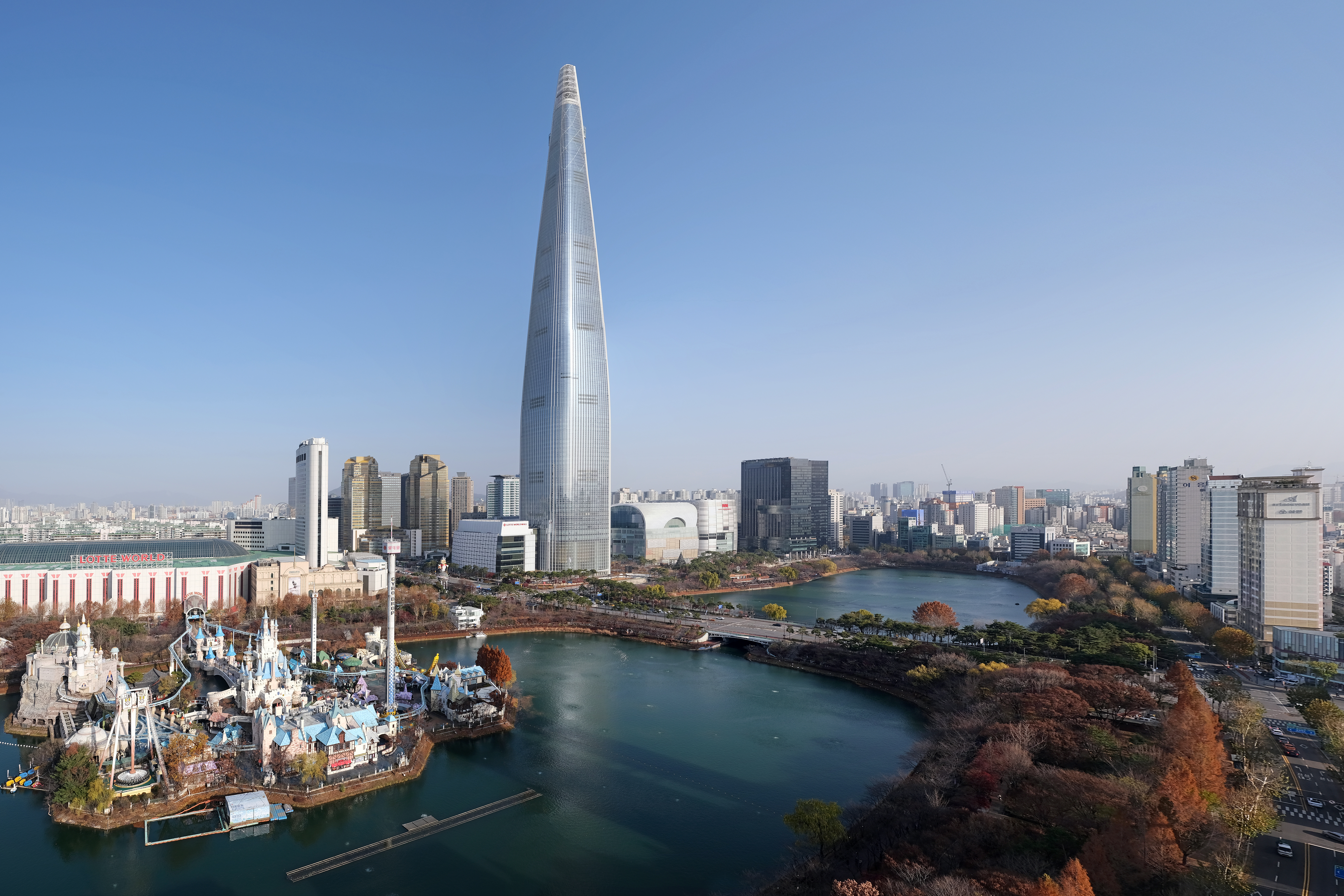
首尔乐天世界和乐天世界塔

韩国旅游是韩国文化产业的一部分。20世纪80年代，随着1986年亚运会和1988年奥运会的召开，韩国旅游业开始迅速发展。1997年，亚洲经济危机使韩国经济受到巨大冲击。在韩国应对经济危机的经济改革中，发展包括旅游业在内的文化产业，成为韩国经济发展的国家战略之一。经济结构的转型使文化产业蓬勃发展，韩国文化开始在世界范围流行，形成“韩流”，进一步拉动了韩国旅游业的发展。2014年，来韩国旅游的外国游客超过了1400万人次，其中中国游客最多613万人次，占到韩国外国游客数目的43%，其后依次为日本（211万人次）和美国（72万人次）。从外国游客增速来看，中国居首，其后依次为泰国、俄罗斯。
文化观光部是韩国旅游业的最高行政机构，负责韩国旅游业的政策制定、旅游资源的调查和管理、对外宣传等。韩国观光公社是韩国旅游业的业务部门，负责国内外旅游事业的发展、旅游资源的开发和人员培训等。韩国观光协会是韩国旅游业的咨询部门，负责对旅游各部门各项业务进行咨询及行业人员的权益保护。韩国先后出台了《旅游事业振兴法》、《国际旅游公社法》、《旅游基本法》等多部旅游业相关法律:142。

## 历史

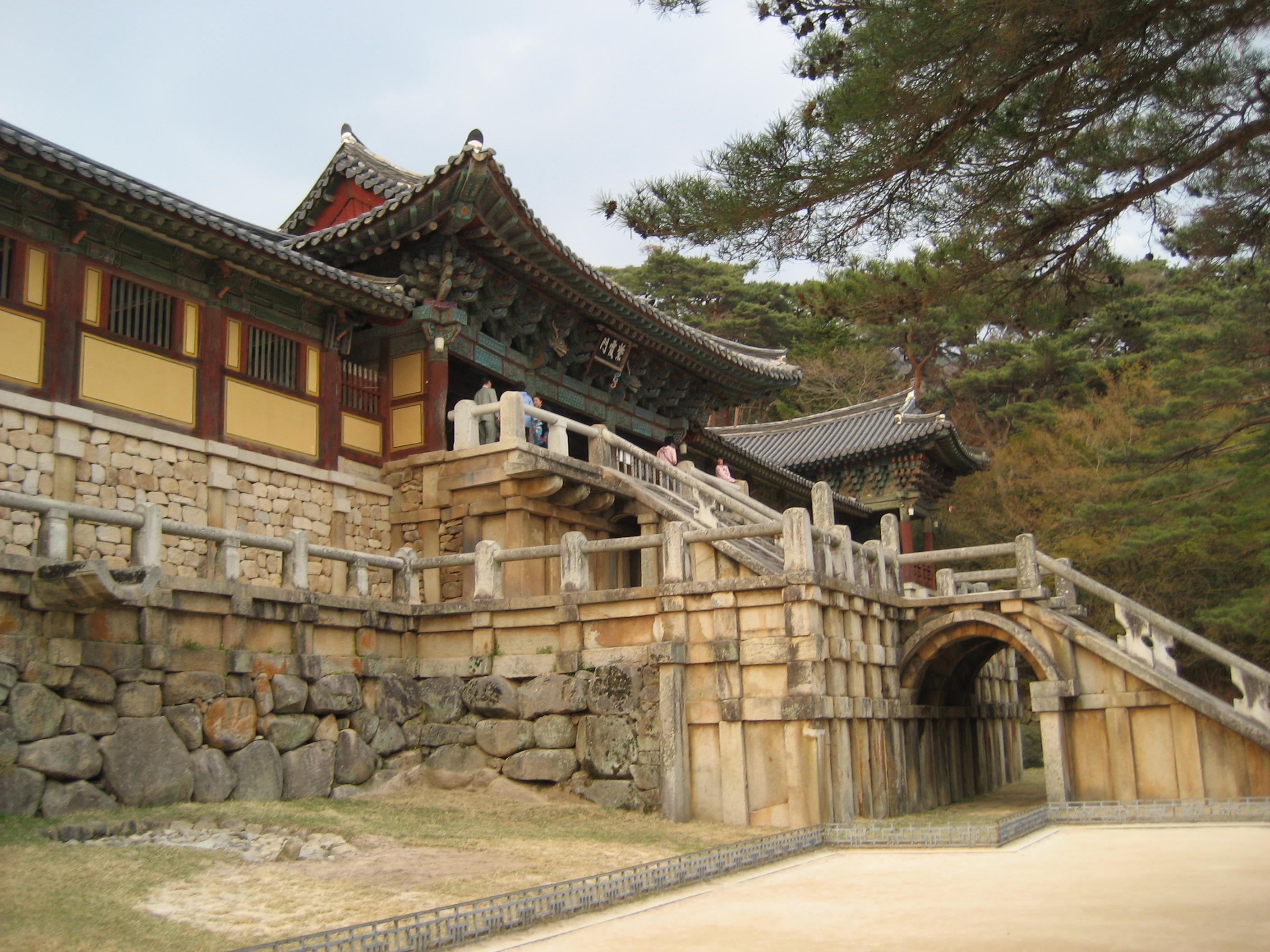
佛国寺

三国时代，佛教在朝鲜半岛兴起。人们开始以全国寺院为中心进行以宗教为目的的旅游观光。新罗统一三国后，朝鲜半岛的道路得到了修整，地区间的交流与观光活动不断扩大:261。
19世纪末，随着西方思想的流入，现代的旅游观光概念开始兴起。1953年，劳动者拥有了12天的带薪假期，对韩国旅游业的发展起到带动作用。1961年，韩国颁布了《旅游事业振兴法》和《国际旅游公社法》，1962年成立了韩国观光公社。1967年，韩国制定了《公园法》，将智异山指定为韩国首个国立公园。旅游观光开始成为国民福利制度的一部分:261:142。
20世纪70年代，随着韩国国民收入的提高和交通基础建设的完善，人们对旅游观光的热情越来越高。发展旅游产业在韩国第三个经济开发五年计划中被确认为国家发展战略。在此期间，韩国先后加入了世界旅游组织和太平洋地区旅游协会。1972年，韩国颁布了《旅游振兴开发基本法》，并将《旅游事业振兴法》修改成《旅游事业法》。1974年，韩国开始开发包括庆州普门观光区、济州中文观光区等大规模的观光疗养地。1981年，韩国的国立公园从1971年的7处增加到14处。1981年，韩国放松了出境游的限制。1984年，韩国制定了国民旅游观光长期综合计划:261。
随着1986年亚运会和1988年奥运会的召开，韩国旅游业开始迅速增长。1988年，韩国旅游业收入达到32.73亿美元。1989年，韩国全面放开了国民出境游。1993年，韩国大田广域市举办1993年世界博览会，再次使韩国旅游业升温，旅游收入达到35.1亿美元:62:261。1998年，随着南北关系的改善，双方合作开始了金刚山旅游项目。2002年，金刚山被指定为旅游特区:62:261。
亚洲金融危机时期，韩国经济进行了结构性的挑战。发展文化旅游产业成为韩国的国家战略之一。时任韩国总统金大中还亲自与HOT组合为韩国旅游业做广告。国家元首亲自为旅游业拍广告，这不仅在韩国是有史以来第一次，在世界范围也是破天荒的。20世纪末，随着韩国文化在世界范围的兴起，韩国旅游业在韩流的带动下发展迅猛。2002年，到韩国旅游的外国游客数量为439.2万人次，其中日本游客230.7万人次，中国30.3万人次，美国52.6万人次，旅游外汇收入62.8亿美元。2004年，韩国开通了首尔至釜山的高速铁路，首尔至釜山的行程从4个多小时缩短为2个小时，堪称韩国旅游的“黄金线”:62:261。

## 旅游资源

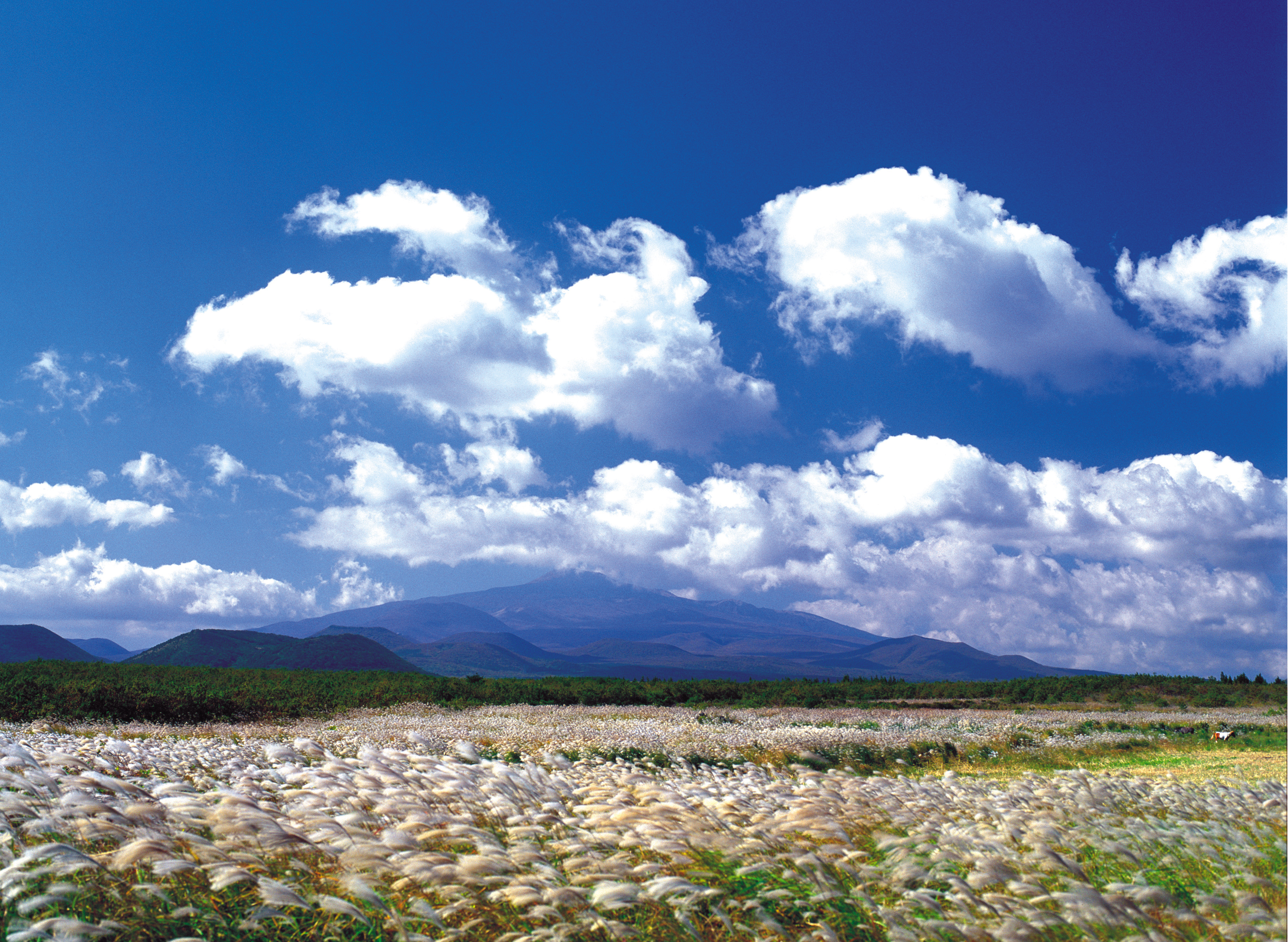
韩国济州岛

韩国旅游资源丰富，分布在全国各地的自然、历史、人文景观达2300余处。韩国旅游景点大致可分为六大区域，首尔及周边地区、中部、东南部、西南部、东北部和济州岛。有时也把全罗南道和庆尚南道的沿海地区列为南部海岸圈:143。

### 首尔及周边
位于汉江之滨的首尔是韩国的首都，也是韩国的文化、经济中心。韩国近一半的人口生活在包括首尔、仁川和京畿道在内的首都圈内。首尔是座历史悠久的古今并存的大都会，市中心保留着朝鲜王朝的四大宫殿（景福宫、德寿宫、昌德宫和昌庆宫）。其中昌德宫为联合国教科文组织制定的世界文化遗产。昌德宫的后苑是典型的韩国古典园林。首尔另一处世界文化遗产宗廟是供奉朝鲜历代国王牌位和举行祭祀的地方。这里很好地保留着韩国古老的祭礼、祭礼乐等传统及习俗:250-255:28-39。
首尔汉江上的汝矣岛是首尔的金融与投资中心，被誉为“韩国的华尔街”。韩国证券交易所（现为韩国交易所的一部分）、韩国国会议事堂、大韩生命63大厦、首尔国际金融中心以及全球最大的基督教教堂汝矣島純福音教會都位于该岛上。汝矣岛是韩国著名的樱花观赏地。汝矣岛轮中路经国会议事堂至韩国放送公社前的大道两旁种满了樱花，被称为“樱花道”，长达10公里。早春时节樱花怒放时，“樱花道”会形成一条壮观的“樱花隧道”。岛上建有包括汝矣岛公园和汝矣岛汉江公园在内的5个公园，亦是休闲赏花的好去处。

首尔旧城中心的仁寺洞是游客最喜欢去的地方之一。这里古玩店、画廊、茶馆、饭馆、书店鳞次栉比，有着很浓的文化气息。此外，国立中央博物馆、国立传统表演艺术中心、世宗文化会馆、湖岩美术馆以及位于首尔以南的卫星城果川的国立现代美术馆也都是首尔重要的文化景点:250-255:28-39。
位于首尔市中心南山公园的N首尔塔是首尔的著名标志之一。游客可以在N首尔塔上一览首尔全景。在N首尔塔下还有一家泰迪熊博物馆，附近还有南山公园和南山谷韓屋村等其它旅游景点。每天晚7时至12时整点N首尔塔还会呈现建国大学郑教授设计的“首尔之花”灯光作品，从各个角度向天空发光在首尔的夜空中演绎盛开的花朵。
京畿道的海岸线沿着海滩蜿蜒曲折，形成了众多的港湾、海岬和岛屿。南阳湾、牙山湾、金浦半岛、华城半岛、江华岛、永宗岛都是旅游胜地。位于京畿道首府水原市的华城是朝鲜王国的一座城堡。1997年被联合国教科文组织列为世界文化遗产。仁川广域市的唐人街是韩国最大的华侨聚居地:267-272。

### 东北部

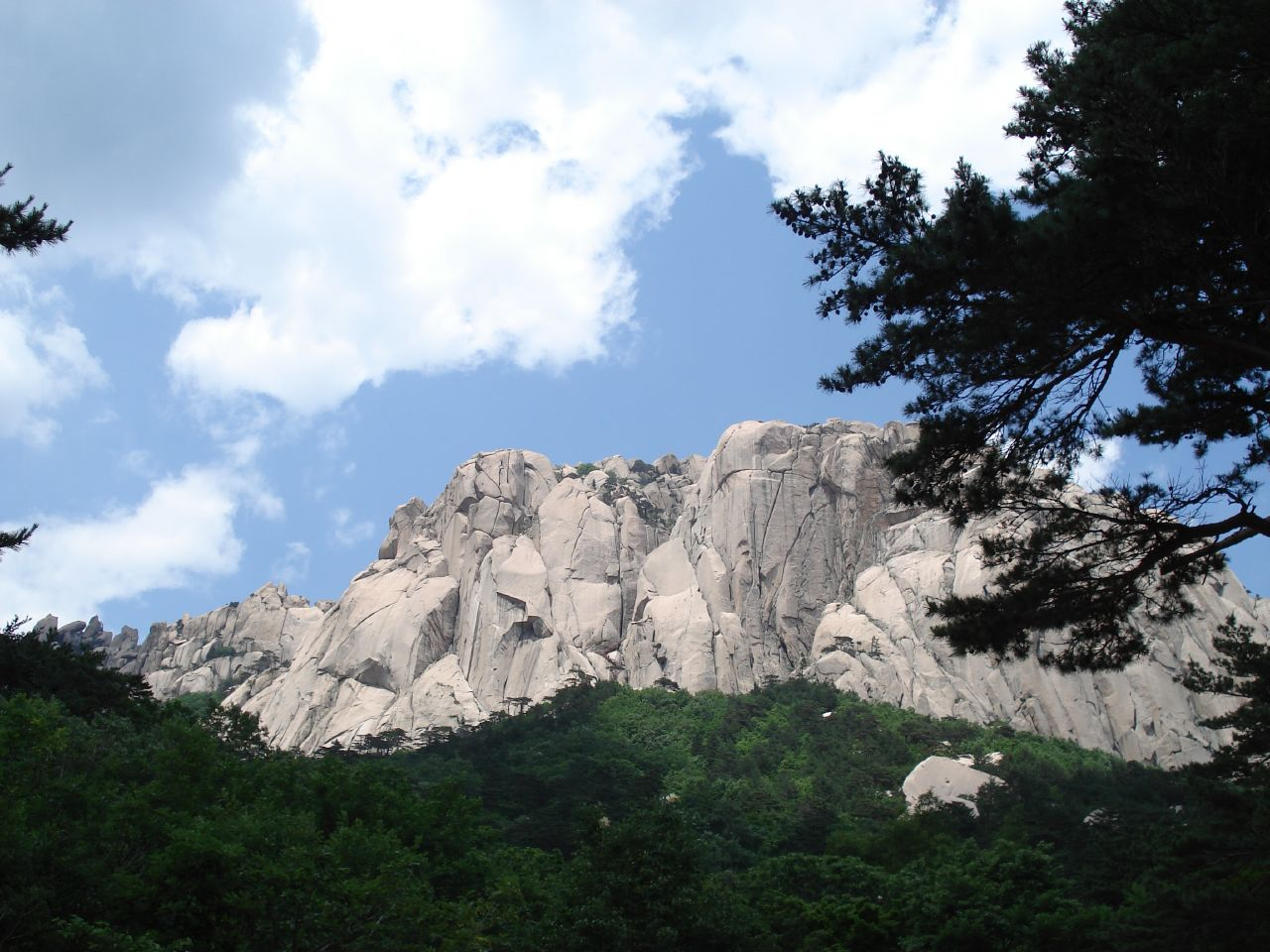
雪岳山国立公园

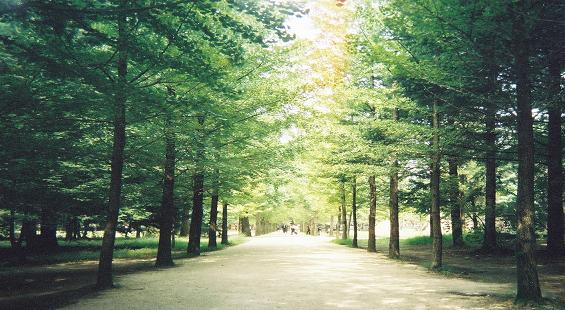
江原道春川市的南怡岛是韩剧《冬季恋歌》的拍摄地

东北部的江原道是韩国景色秀美的高山树林地区，大部分地区为密林所覆盖。雪岳山国立公园、五台山国立公园、雉岳山国立公园三座韩国国立公园都位于江原道境内。江原道束草市的西南方的雪岳山是太白山脉的最高峰，韩国著名的自然景观。雪岳山一年四季多姿多彩，奇石怪松景色壮丽，主要景点有新兴寺、雪岳山国家公园内外的尺根山温泉、五色药水泉和雪岳温泉等雪岳山国立公园:146。
江原道是韩国的滑雪胜地，有着很好的滑雪条件和先进的设施，建有9个滑雪度假村，是1999年亚洲冬季运动会、2009年冬季两项世界锦标赛、2013年世界冬季特殊奥林匹克运动会、2018年冬季奥林匹克运动会和2024年冬季青年奥林匹克运动会的举办地。:276
江原道首府春川市在每年8月举办春川木偶节，世界各地的木偶剧团均前来参加:277。位于江原道春川市的南怡岛是韩剧《冬季恋歌》的拍摄地，也是韩流旅游的重要目的地之一。

### 中部
中部包括忠清北道和忠清南道，是韩国经济战略中心清州市和科学城大田广域市，以及百济古都扶余所在地。水安堡、道高、温阳、儒城温泉，公州山城、俗离山，外岩里民俗村等都分布在中部地区:145。
忠清北道的首府和最大城市清州市是座千年古都，原统一新罗五小京之一的西原京，现存世界上最古老的金属活字本联合国教科文组织世界记忆项目《直指心体要节》的诞生地。在2017年联合国教科文组织第39届全体会议上，与会代表决议联合国教科文组织国际记忆遗产中心（ICDH）选址清州。
清州上党山城是统一新罗时期所建一座城池，名称上沿用了原百济“上党县”的名称，是第212号大韩民国指定史迹。位于青州市大清湖旁的青南台（意为“南方青瓦台”）是韩国总统的度假别墅，是韩国总统主题的旅游胜地之一。每年的1月1日，清州是在大清湖举办大清湖迎日庆典。此外，清州还定期举行大清湖马拉松大赛。清州的椒井泉水是知名的矿泉水。据《东国舆地胜览》和《朝鲜王朝实录》记载，朝鲜世宗曾两次到访清州，用椒井泉水治愈了眼病；朝鲜世祖也曾用椒井泉水治愈皮肤病。

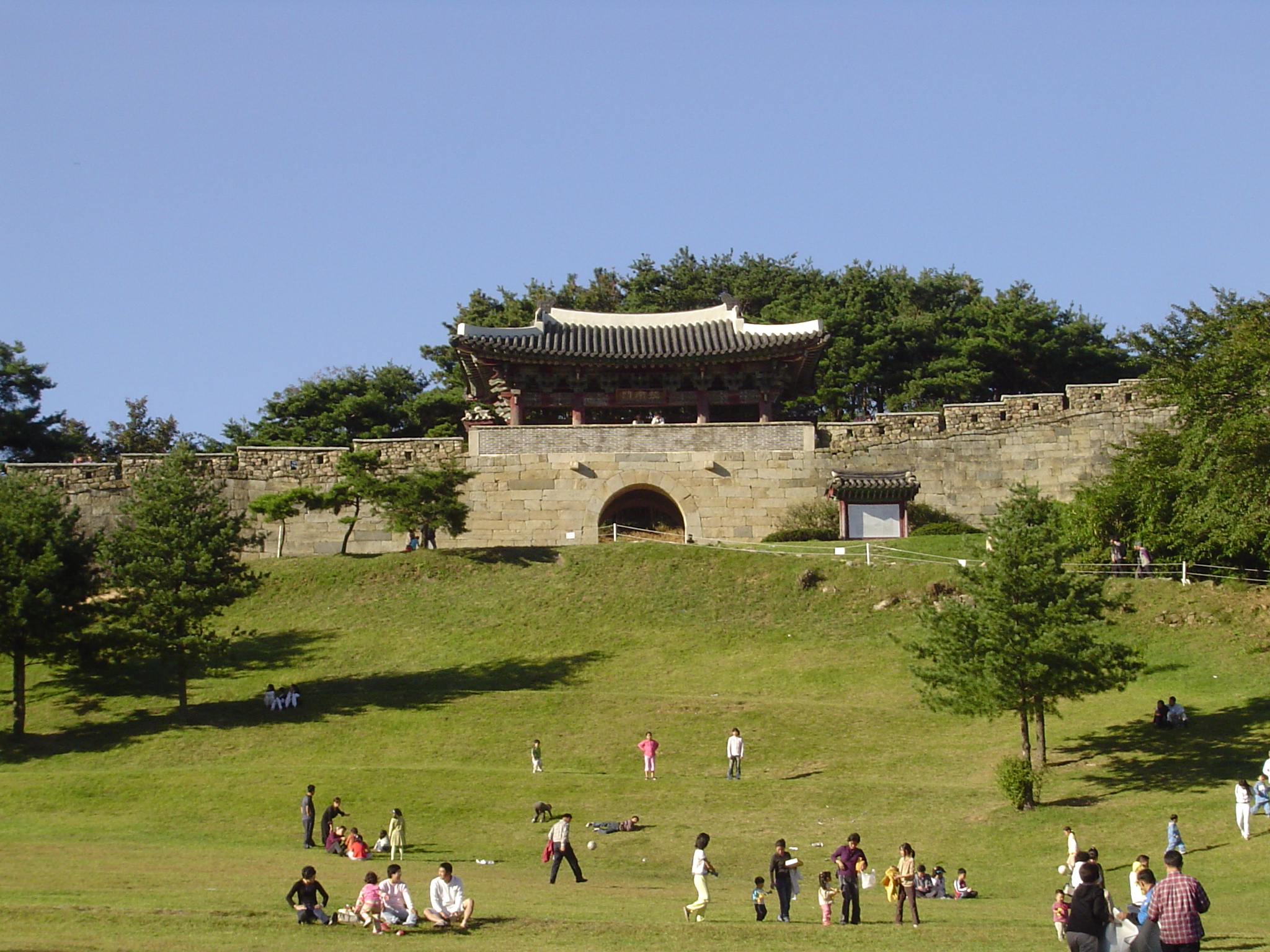
清州是统一新罗五小京之一的西原京。清州上党山城 在名称上沿用了原百济“上党县”的名称。

清州市中心的城安街是个类似于首尔明洞的时尚购物街，有40多处可退税商店和多种品牌店，还有清州最大的传统市场六街传统市场、五花肉一条街、韩服一条街等美食购物街，并与大贤地下商街相连，是韩国数一数二的繁华街道，也是清州最时尚的购物街。
位于韩国中部的大田广域市，是韩国的科技中心，也是忠清南道的首府。大田市比邻世宗特別自治市，是京釜线、湖南线、京釜高速公路、湖南高速公路的交汇处。1993年世界博览会会址已经成为科学公园:287。
扶余是韩国古代百济王国最后的首都。扶余市内的国立扶余博物馆馆藏丰富，收藏了近7,000件百济时代的文物:289-290。
鸡龙山是中部地区的名山之一，韩国第三大江锦江在其旁边流过。鸡龙山原为百济的文化中心，有大量独特的文物和史迹:288。

### 西南部

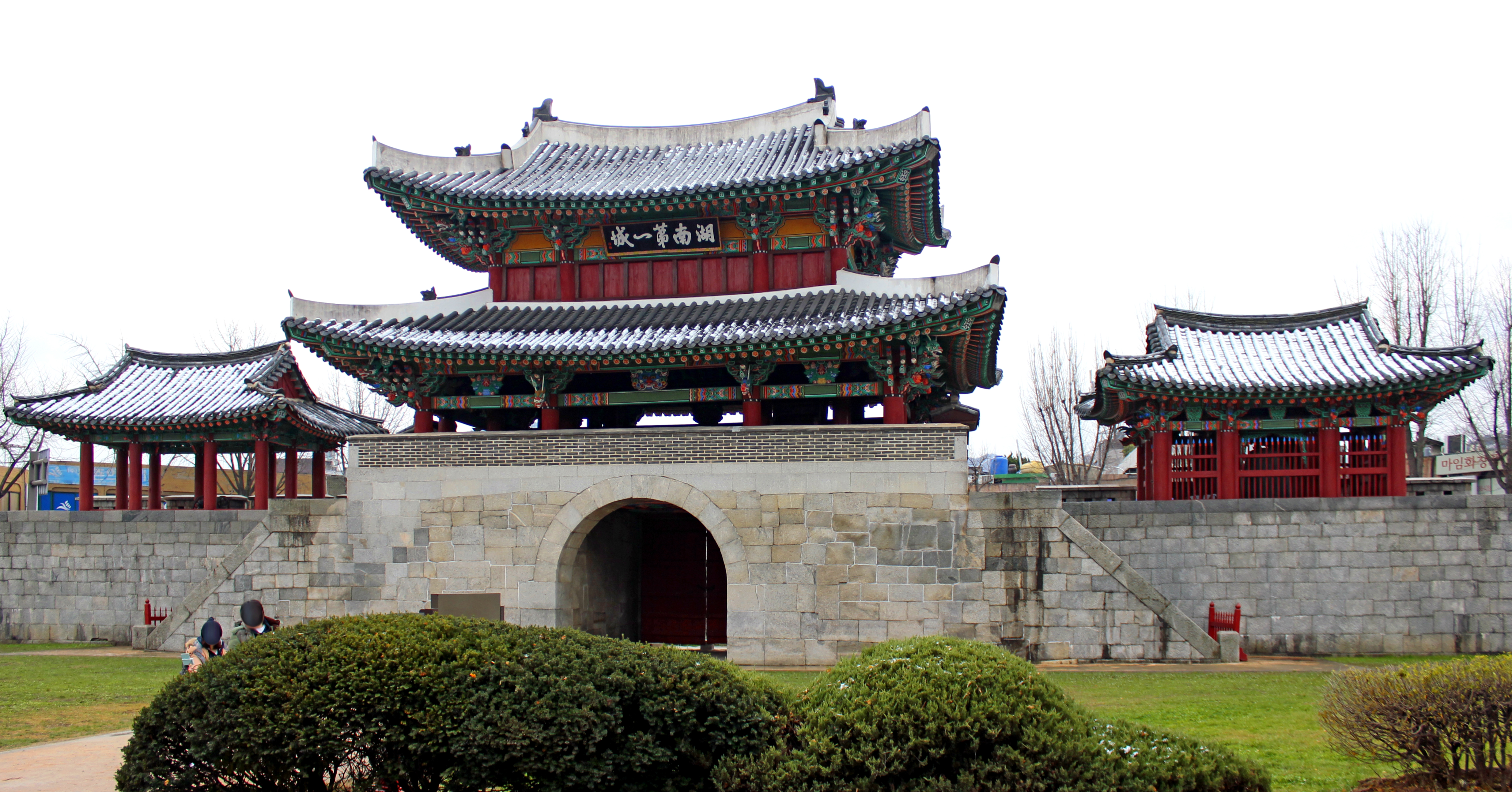
全州古城丰南门

西南部包括全罗北道、全罗南道和光州广域市。该地区广阔平坦，海岸线蜿蜒曲折，土地肥沃，气候温暖。东面和北面有高山屏障，西面和南面是大海和众多的岛屿。全州以其传统的拌饭和韩纸出名。光州广域市、南原市、宝城郡是西南部特殊韵味的都市。木浦、丽水、群山等是美丽的海滨旅游城市。:145-146
智异山国立公园、德裕山国立公园和內藏山国立公园都位于这个地区。其中，智异山国立公园是韩国最早的国立公园，亦是韩国面积最大的山岳国立公园。许多隐士在这“智慧异人之山”修道养性。智异山与金刚山和汉拏山被称为“三大神山” 。

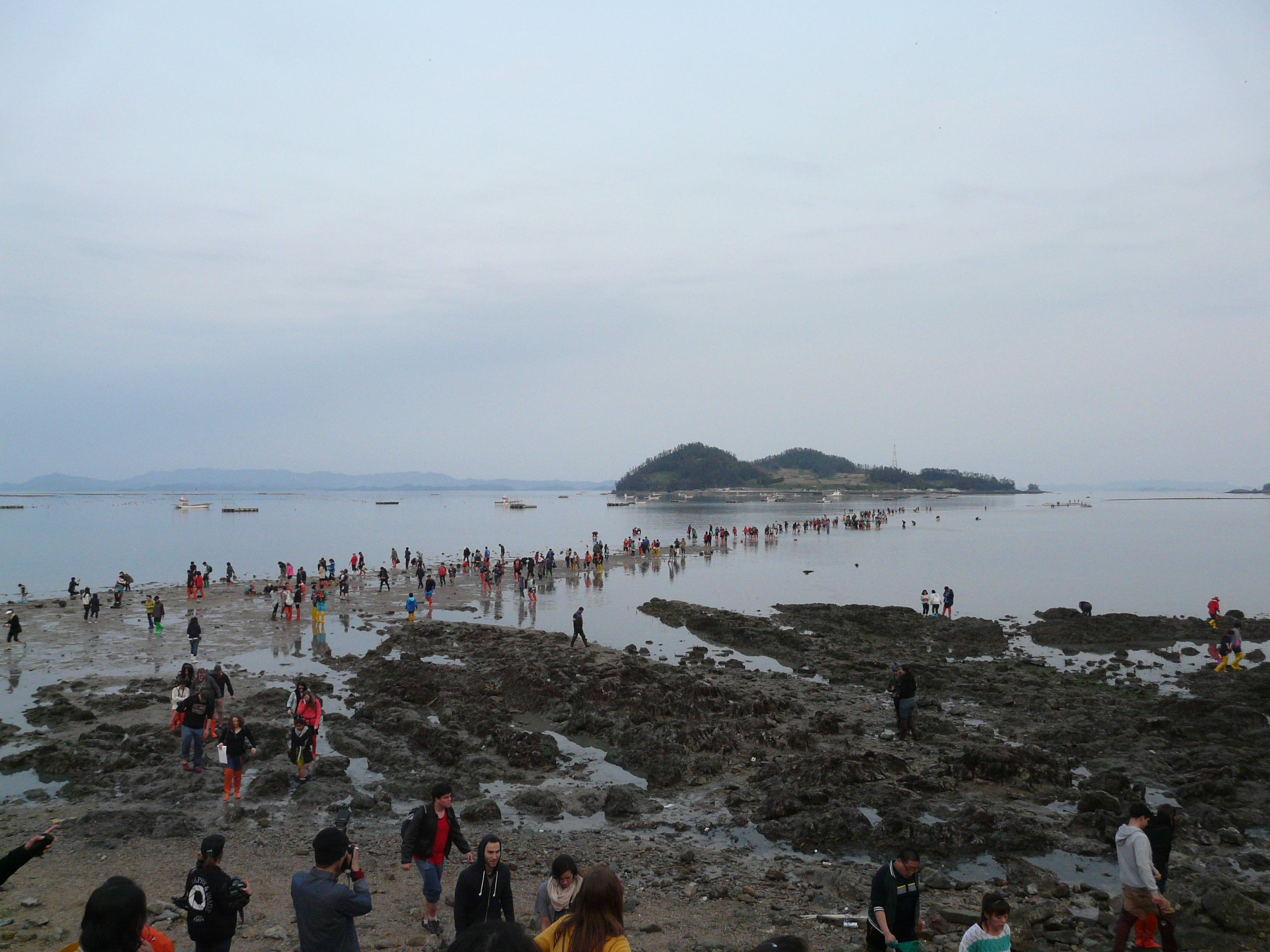
珍岛“摩西奇迹”

全羅北道的首府全州市是韩半岛历史上后百济的首都，朝鲜八道之一全罗道的首府，曾是继汉阳、平壤之后的朝鲜半岛第三大城市:293。 位于全州市中心的全州韩屋村是国际慢城联盟指定的慢城之一。全州亦是联合国教科文组织指定的美食城市之一；全州拌饭和韩定食是代表性的韩国料理。 全州是世界非物質文化遺產盘索里的发源地之一，全州围绕盘索里每年举办世界清唱艺术节。此外，全州每年还举办全州韩纸文化节。全州国际电影节是韩国代表性的国际电影节之一。位于全州市孝子洞的国立全州博物馆始建于1987年。馆内藏有24000件马韩、百济以及全罗北道地区的历史文物，是韩国的国立博物馆之一:296。每年4月末5月初在全州举行的全州国际电影节是韩国代表性的国际电影节之一。
全罗南道西南海岸的珍岛是韩国第三大岛。游客可以在这里看到“珍岛摩西奇迹”。珍岛岸边的桧洞里与附近的茅岛之间的海水每年5月初和7月中旬都会分开近1小时之久，露出一条长2.8公里，宽40米可供行走的道路 。珍岛与大陆之间的海峡被称为鸣梁海峡。1597年，李舜臣将军曾在此击败大规模入侵的倭寇，史称“鸣梁大捷” 。
位于光州以北22公里的潭阳是韩国竹子种植和竹工艺的中心，被称为“竹乡”。 潭阳建有一座专门的竹子博物馆潭阳竹子博物馆。

### 东南部

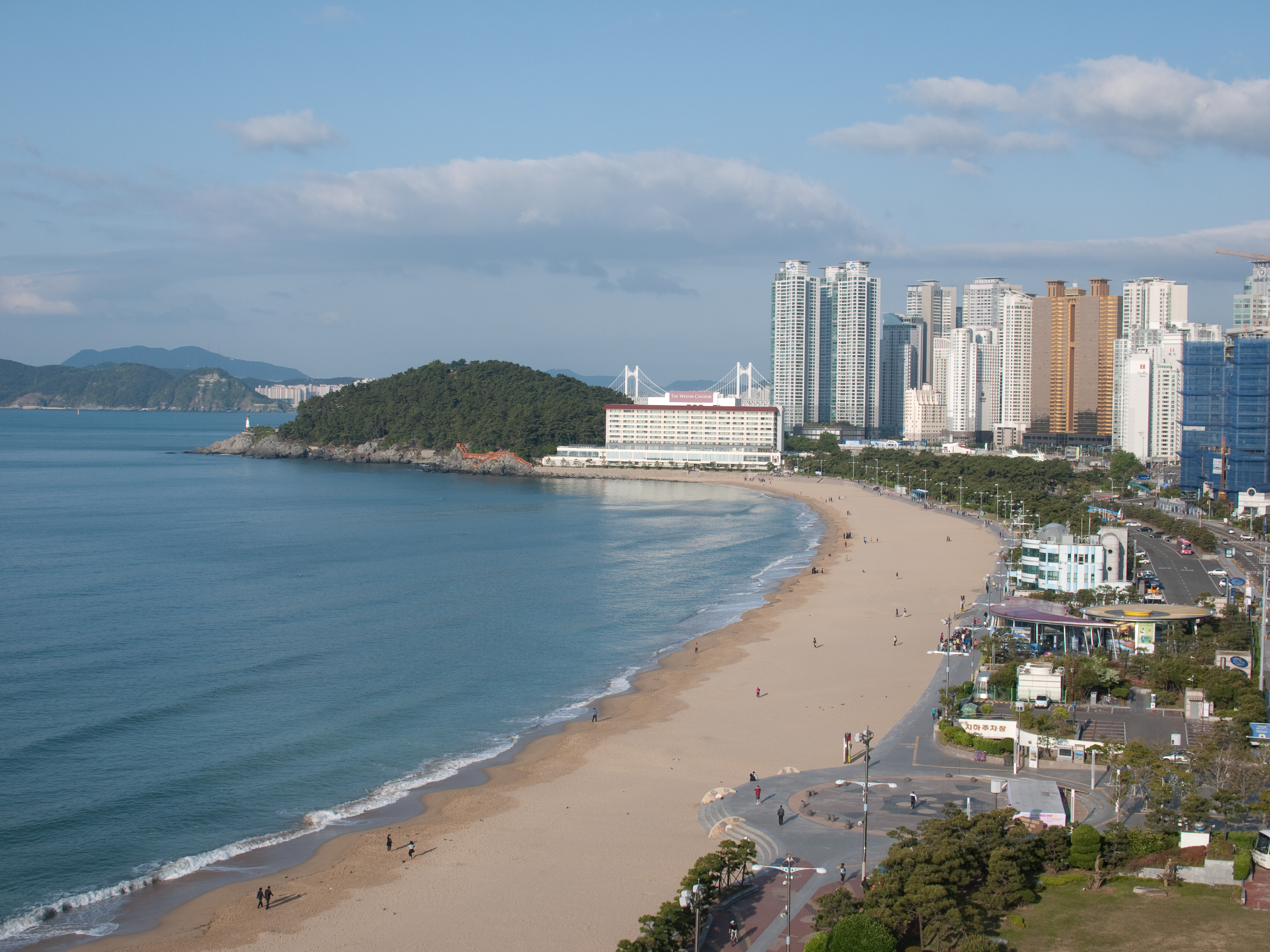
海云台海滩

东南部包括庆尚北道、庆尚南道和釜山广域市。这里是韩国千年古都庆州和新型工业基地浦项和蔚山，以及具有浓厚儒家传统的安东所在地。最著名的闲丽水道、智异山和加耶山都位于该地区:145。
庆州是韩国古代新罗王国的首都。庆州整个城市都可以称为文化遗产，主要景点包括南山、佛国寺、石窟庵、普门观光区等，其中佛国寺和附近的佛国寺已被联合国教科文组织列为世界文化遗产。庆州国立博物馆收藏着在庆州及其周边地区发现的古代珍品:145。在庆州这座历史名城附近的是正在发展中的工业城市浦项和蔚山。浦项是浦项制铁所的所在地，蔚山则是韩国现代集团公司的汽车和造船工业基地:112-117。
位于韩国佛教圣地伽倻山内的海印寺是韩国三大寺庙之一。海印寺内藏着8万余块13世纪用于印刷《高丽大藏经》的木刻版。《高丽大藏经》是东亚最完整的佛经汇编。海印寺的藏经阁已经被联合国教科文组织指定为世界文化遗产 。
安东市是有着浓厚儒教传统的城市。这里保存着古代韩国生活的最后痕迹。安东附近的河回村以独特的面具和面具舞出名。附近还有16世纪韩国最著名的儒士之一李滉所建的陶山书院。2010年7月31日，与庆州良洞村以「韓國歷史村落」的名義獲列入世界遺產名錄。

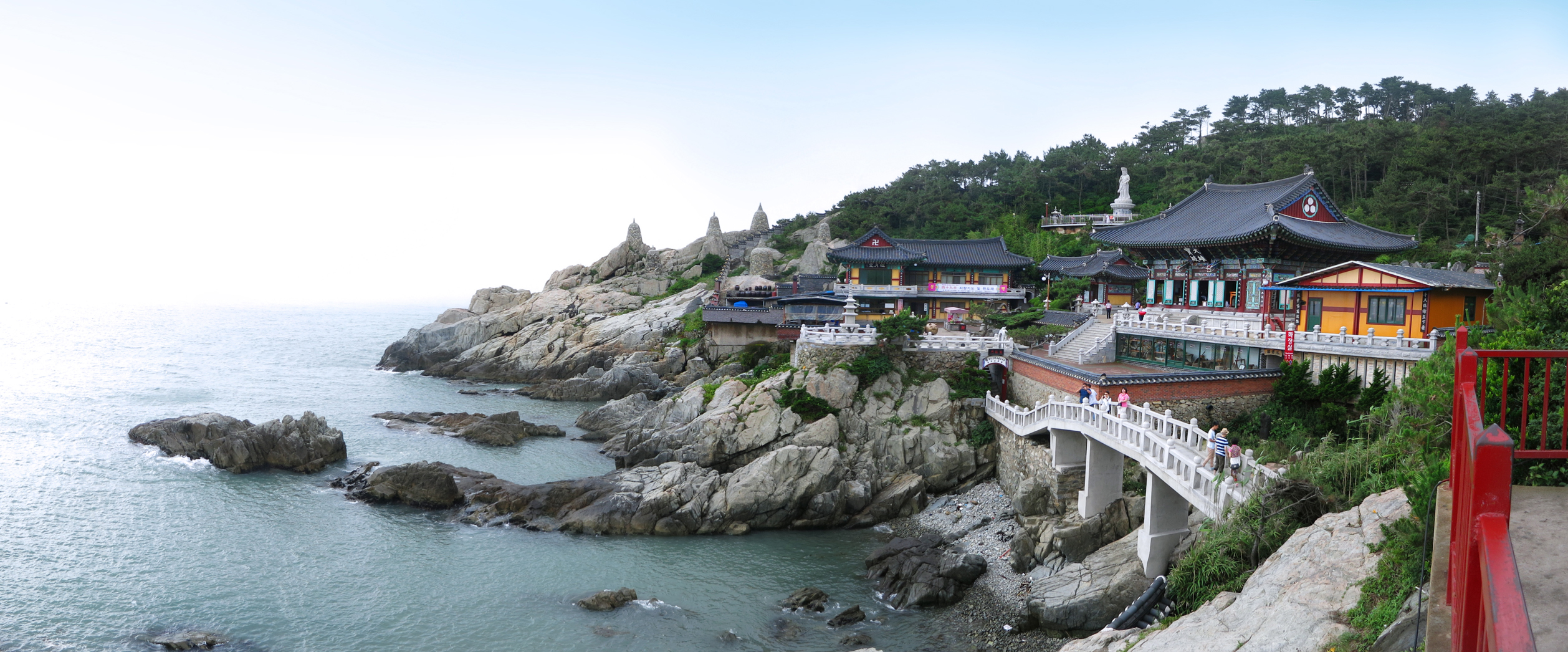
海东龙宫寺

釜山广域市是韩国的第二大城市和第一大海港。釜山拥有包括海云台海滩、广安里海滩在内的6大海滩浴场。海云台的釜山水族馆是韩国最大的水族馆。位于影岛区的太宗台是个自然公园，海岸线上有壮美的峭壁。釜山西面的金井山是釜山市民周末喜欢的地方。北面的釜山国立大学附近有大学影院、咖啡厅、酒吧和餐馆。周末晚上还有露天文化演出。 附近的梵鱼寺是釜山的主要佛寺。位于釜山东海岸的海东龙宫寺是韩国唯一一座建在海边的寺院。釜山标志之一的釜山塔位于龙头山公园 。位于釜山影岛区的韩国国立海洋博物馆是韩国首座海洋博物馆。釜山亦是釜山国际电影节、釜山国际表演艺术节、海云台沙雕节、釜山国际舞蹈节、釜山海洋节、釜山国际摇滚节、釜山国际魔术节、釜山国际儿童电影节、釜山国际广告节、釜山国际喜剧节、釜山国际焰火节和韩国国际游戏展示会等诸多文化节的举办地:258-260。
位于浦项东北217公里的郁陵岛是韩国繼济州岛之后的第二大旅游观光岛。岛上的主要观光景点包括道洞药水泉公园、独岛瞭望台、独岛博物馆、圣人峰、望乡峰、峰莱瀑布、郁陵岛香树、竹岩黑鹅卵石海水浴场、金刚院等。望乡峰上的瞭望台可以看到远处的独岛和郁陵岛的全景，也是看日出的好地方。郁陵岛也是进入独岛的必经之地。游客必须先从江原道墨湖港或庆尚北道浦项市出发乘渡轮前往郁陵岛，然后乘坐每日通往独岛的渡轮到独岛旅游。韩国目前准许每次最多70人登岛。 在独岛上可以看到郁陵岛的壮观海岸线。

### 济州岛

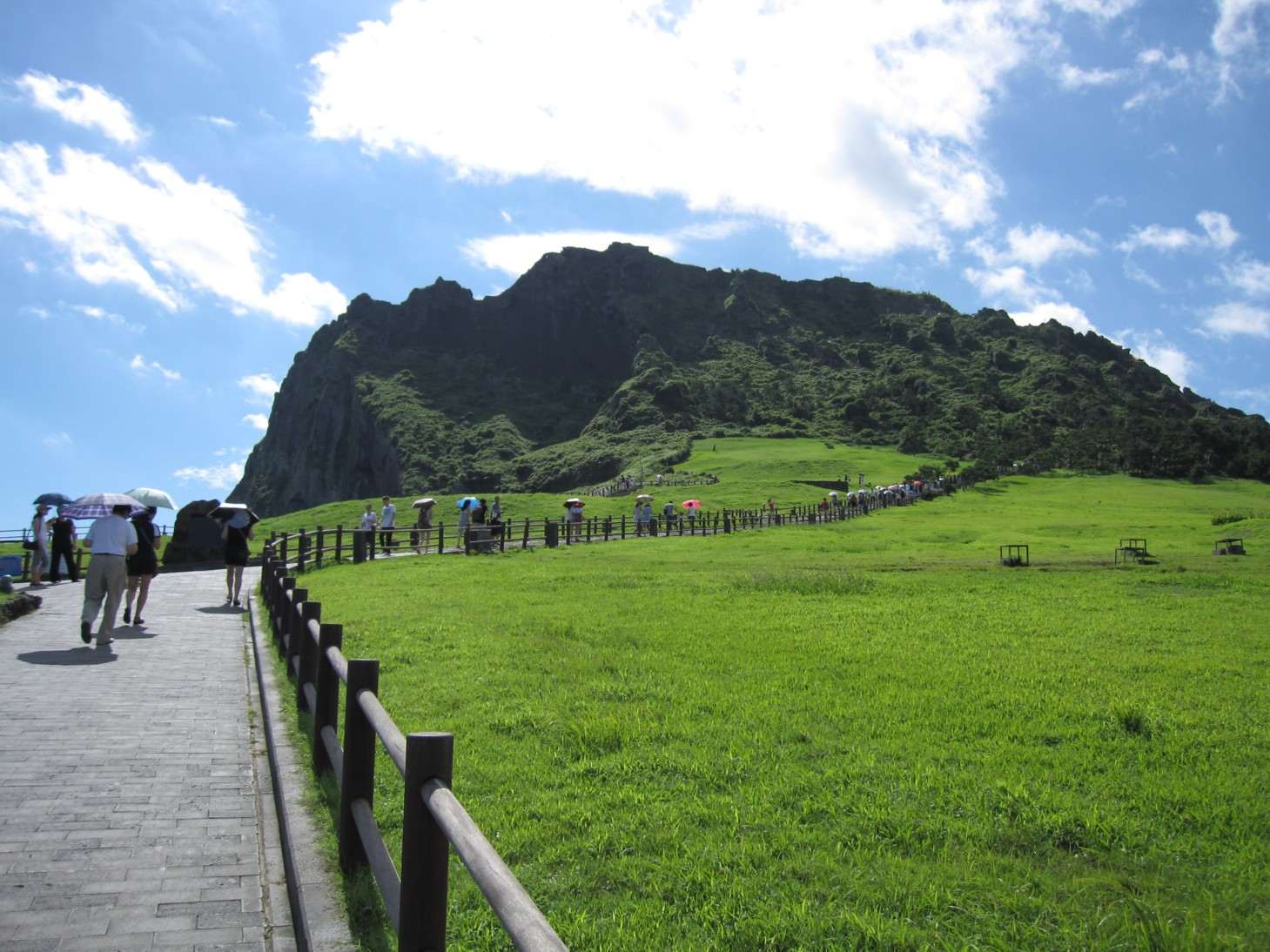
济州岛城山日出峰

济州岛是韩国最大的岛屿和著名的旅游度假圣地，世界新七大自然奇观之一，有着“小夏威夷”的美称。济州岛有着海岛独特的美丽风光，其海岸有奇特的火山柱状节理海岸。此外还有著名的正房瀑布、天帝渊瀑布、天地渊瀑布、药泉寺、城山日出峰、龙头岩等景点:391-320:67-83。 
位于济州岛中部的汉拏山，是韩国最高的山峰，与金刚山和智异山被称为“三大神山”。汉拿山分布有火山地形、河川地形、湿地地形、冰缘地形、风化侵蚀地形等极具地形地质学研究价值的地貌，是联合国教科文组织制定的世界自然遗产。。

## 世界文化遗产

### 佛国寺与石窟庵
佛国寺位于韩国庆尚北道庆州吐含山脚下。据《三国遗事》记载，佛国寺为751年新罗景德王的宰相金大城为纪念父母所建立。壬辰倭乱期间惨遭焚毁，其后经过数次修复。佛国寺的建筑布局分为两大区，一区以大雄殿为中心，有青云桥、白云桥、紫霞门、泛影楼、自经楼、多宝塔、释迦塔、无说殿等，另一区以极乐殿为中心，有七宝桥、莲华桥、安阳门等。在吐含山东边有佛国寺附属庵石窟庵，同佛国寺一样由金大成所建。除本尊佛外，石窟石壁上还刻有11面观音菩萨、大梵天、帝释天、文殊菩萨、普贤菩萨、十大弟子、四天王等群像，有很高的宗教艺术的价值。1995年，佛国寺和位于其东部的石窟庵一同被列为世界文化遗产 :113-114。

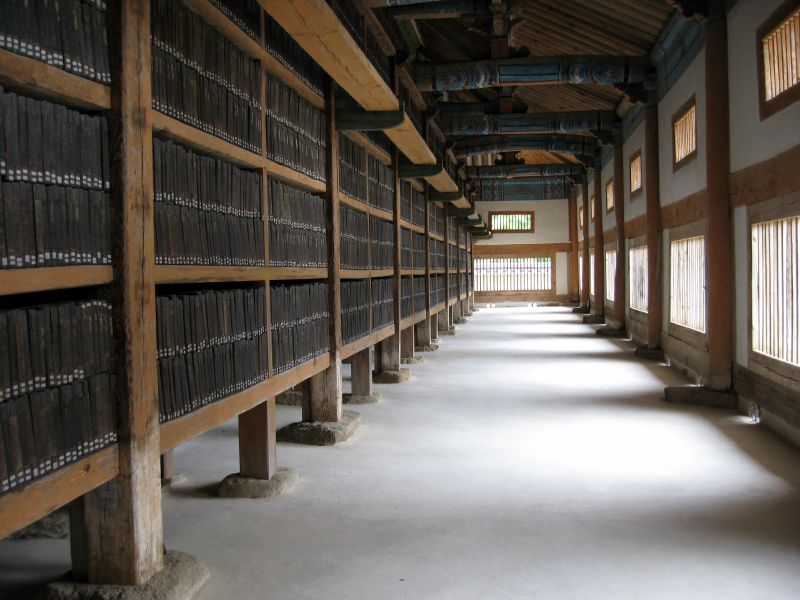
海印寺藏经阁

### 高丽大藏经和海印寺
海印寺位于韩国庆尚南道伽倻山，与通度寺和松广寺合称韩国佛教三宝寺。寺内藏有8万余块13世纪用于印刷《高丽大藏经》的木刻版。高丽大藏经是13世纪高丽王朝高宗用16年时间雕刻成的世界上最重要和最全面的大藏经之一。高丽大藏经内容全面，准确无误，做工精美，为韩国第32号国宝。其保存地韩国海印寺1995年被联合国教科文组织指定的世界遗产。。

### 宗庙
宗庙1995年被联合国教科文组织指定的世界遗产。

### 昌德宮

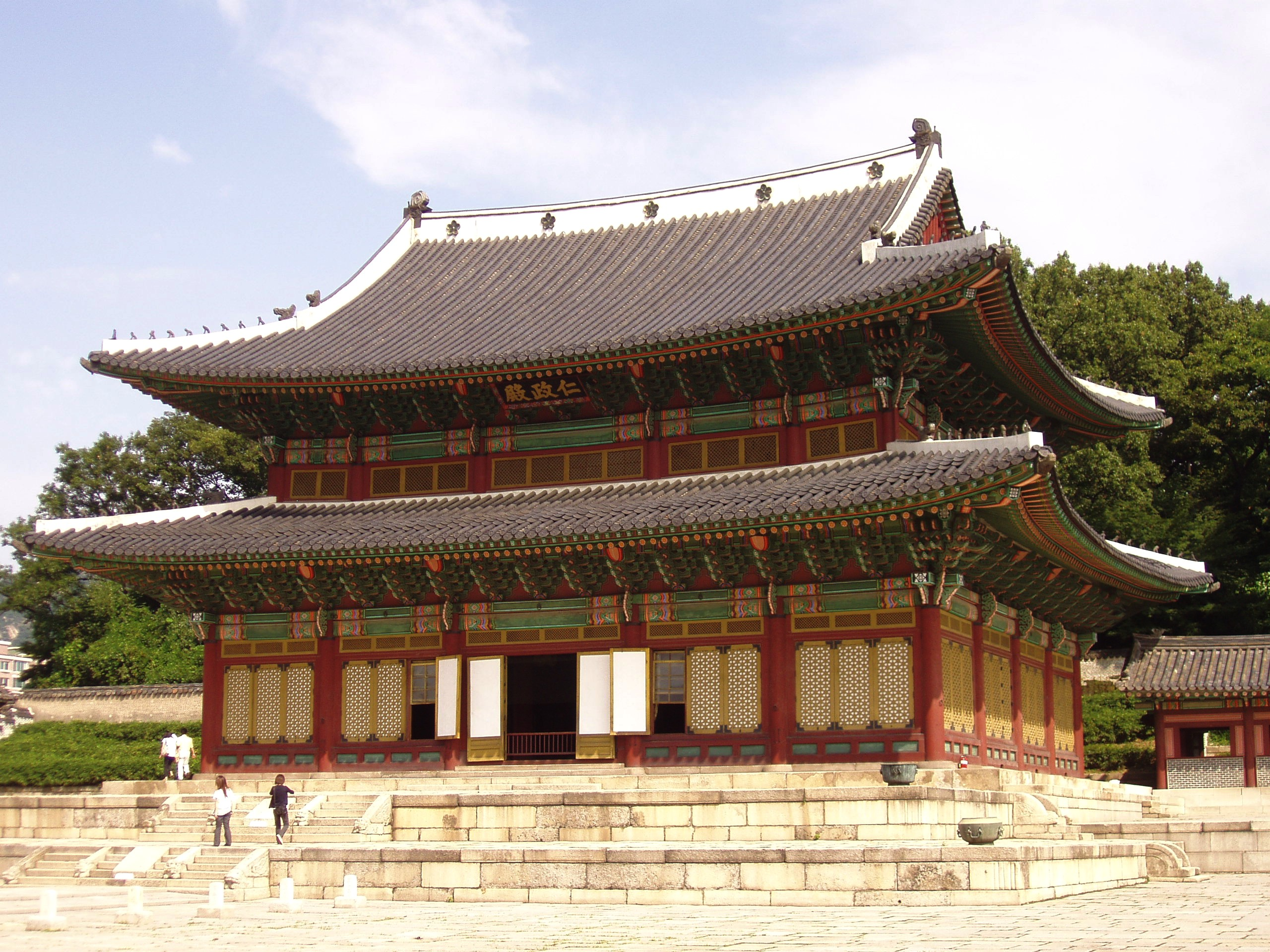
昌德宮

昌德宫是朝鲜王朝的宫殿之一，位于今南韩首尔市。1997年被联合国教科文组织登入为世界文化遗产 。

### 水原华城

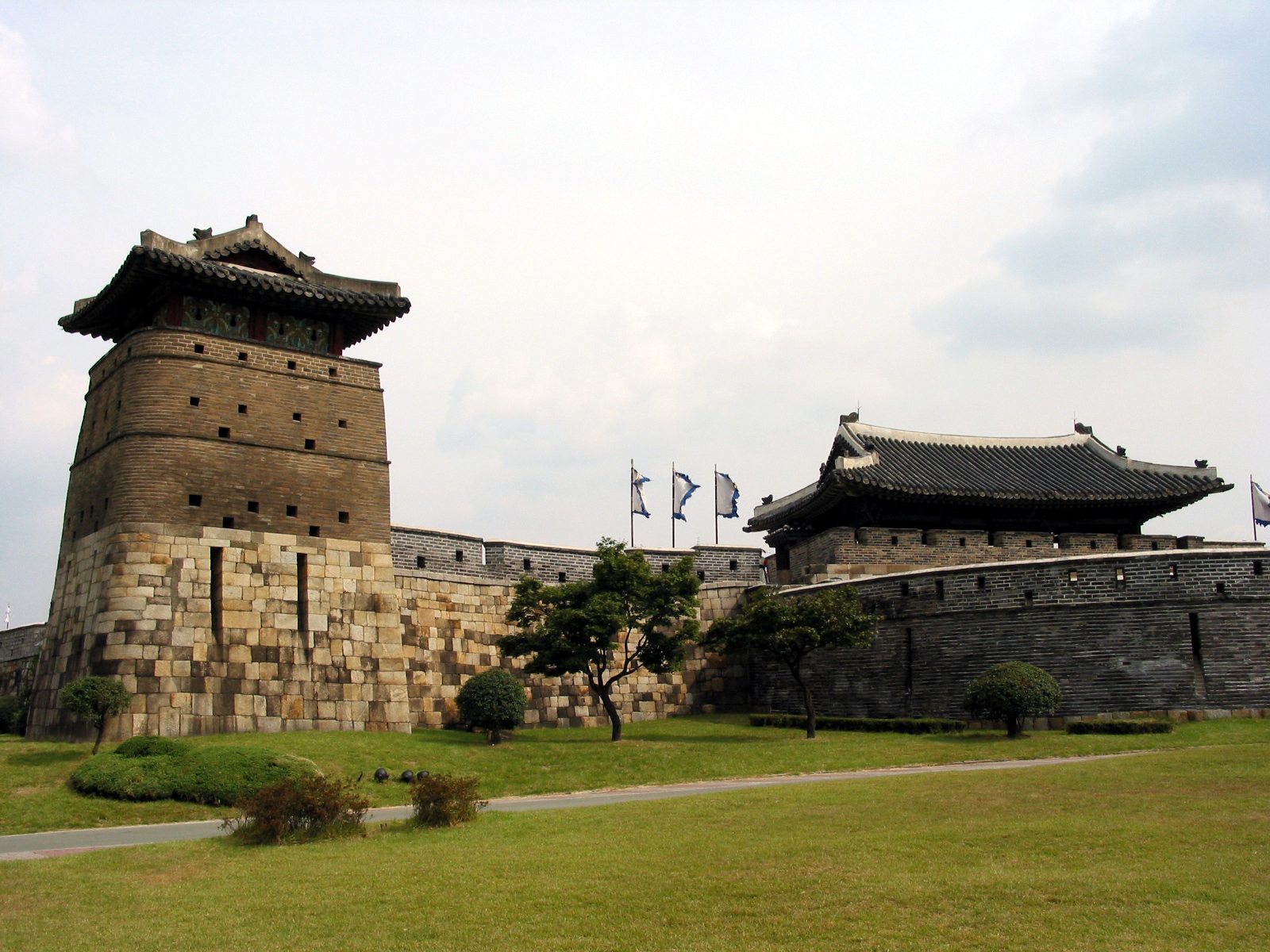
水原华城

水原华城是南韩首尔南部的一座城堡。1997年被列为世界文化遗产 。

### 庆州历史遗迹地区
庆州历史遗迹地区2000年被列为世界文化遗产 。

### 高敞、和顺、江华支石墓遗址
高敞、和顺、江华支石墓遗址2000年被列为世界文化遗产 。

### 朝鲜王陵
2009年，分布于韩国京畿道、首尔市、江原道和朝鲜民主主义人民共和国开城市的朝鲜王朝二十七代国王、王妃的42座陵墓朝鲜王陵被列为世界文化遗产 。

### 韩国历史村落
2010年7月31日，保留了朝鲜时代的建筑和风俗韩国庆尚北道安东市的河回村与庆州良洞村以“韩国历史村落”的名义获列入世界遗产名录。

### 南漢山城
2014年6月，韩国京畿道廣州市、河南市與城南市交界處的南漢山城获列入世界遗产名录。

### 百濟歷史遺跡區
2015年7月4日，分佈于韩国忠清南道與全羅北道的百濟歷史古蹟地區获列入世界遗产名录。

## 醫療旅遊
韓國整容風氣盛行，其整容醫生的經驗和技術冠絕東亞，從中國大陸、台灣、香港甚至日本慕名而來的求診者可以說是不計其數。